# Musée du dessin et de l'estampe originale de Gravelines
Le musée du Dessin et de l'Estampe originale de Gravelines, créé en 1982 par le groupe de Gravelines (artistes du Nord), est un musée de France situé à Gravelines. C'est le seul musée français consacré uniquement à l'estampe originale.

## Le musée
Le musée est situé dans l'Arsenal, nom donné à l'ancien château construit par Charles Quint en 1528 qui fut restauré au XXe siècle. Il comprend quatre parties.

### La poudrière
Dans cette salle se trouvent de nos jours les expositions. Elle a été refaite en 1742 après avoir été endommagée. D'un point de vue historique, les éléments d'architecture qui la composent sont caractéristiques de l'architecture militaire (murs larges renforcés, peu d'ouvertures) destinée à protéger le bâtiment.

### La salle du pilier
Elle a été édifiée en 1680 selon des plans de Vauban. Elle comporte en son milieu un pilier qui soutient le plafond voûté de briques et a conservé l'emplacement du canon et les cheminées. Cette salle est consacrée aux expositions temporaires et comprend également la reproduction du plan-relief de Gravelines.

### Le four à pain
Construit en premier lors de l'édification du château, ce lieu servait comme réserve d'artillerie. Il comporte également des bouches à canon et un four à pain qui date de 1693.

### La boutique
Elle se situe à l'entrée du château qui abritait autrefois les soldats qui gardaient le château et surveillaient la ville. La salle principale comporte également une cheminée.

## Collections

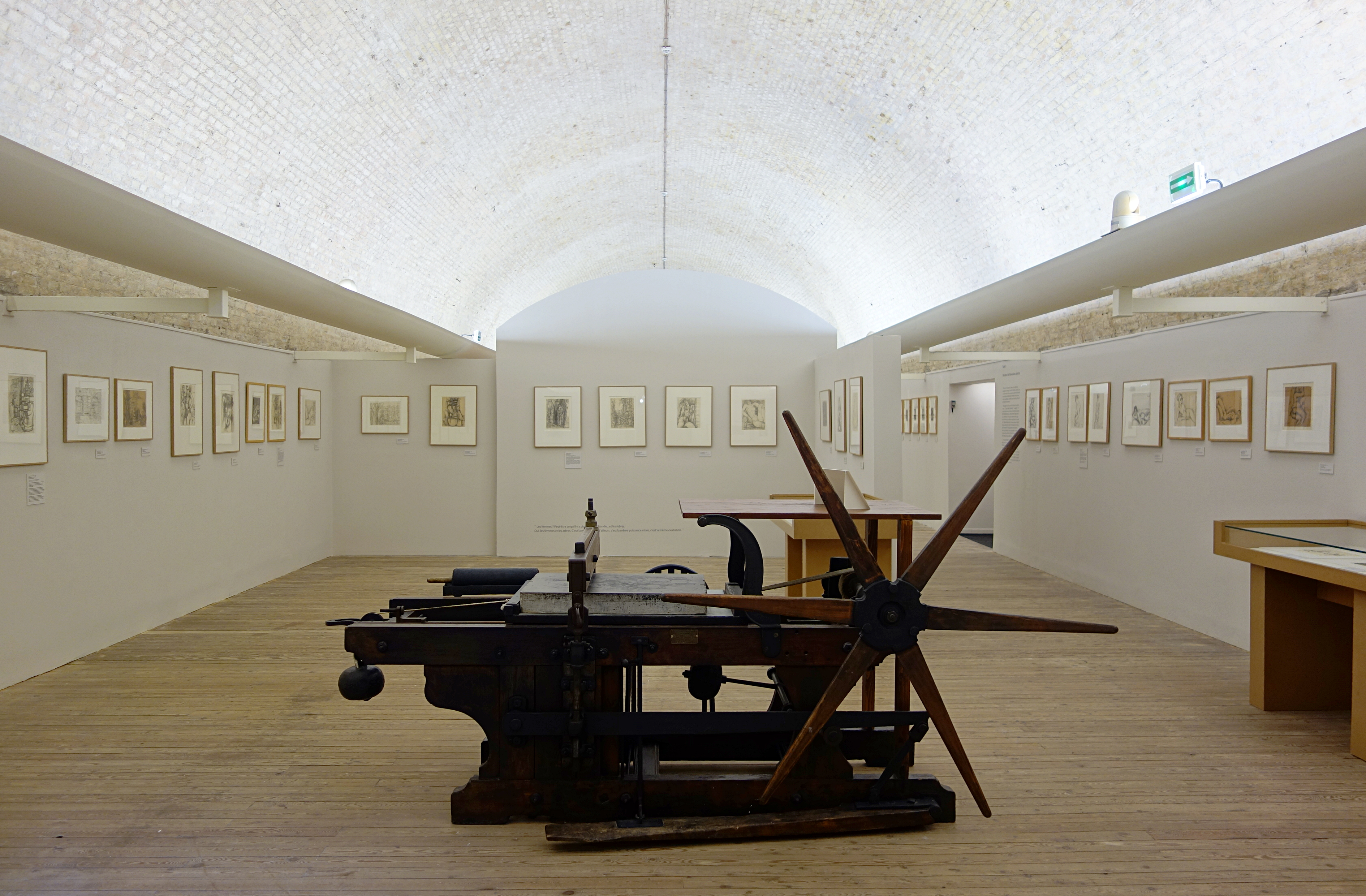
Une des salles du musée.

L’exposition « Estampes ? » comprend les collections permanentes du musée du Dessin et de l'Estampe originale du XVe siècle à nos jours. Il a pour objectif d'expliquer les images présentées. Liées à la fabrication du papier et à l'imprimerie, souvent composées de bois, eau-forte, lithographie, les estampes sont réputées être proches de leur artisanat d’origine. Le fonds est doté de 10 000 estampes, parmi lesquelles L'Apocalypse d'Albrecht Dürer, Le Chef-d'œuvre inconnu d'Honoré de Balzac illustré par Pablo Picasso, la collection du sculpteur Arman (en dépôt au musée), des lithographies de Wifredo Lam.
Parmi sa collection, on compte notamment des estampes anciennes sur le thème du carnaval, l’ensemble des éditions du Centre national édition art image, des portefeuilles d’estampes de Joseph Beuys et de Louise Bourgeois, ainsi que des estampes plus récentes (les Nouveaux Réalistes') comme celles de Richard Serra ainsi que des estampes de la collection de la manga d’Hokusaï.
Dans la salle du four à pain sont présentés les outils du boulanger et la description de la fabrication du pain du soldat.

## Expositions temporaires
- Les Triomphes de Carnaval, du 5 janvier au 14 mars 2004[6].
- Le Groupe de Gravelines, un musée à l'horizon 1961-1981, du 18 juin au 28 août 2005[7].
- Batailles, du 18 février au 20 mai 2012.
- Inventer le dessin, ponctuation 8, du 17 mars au 27 mai 2012.
- Le pain du soldat sous Louis XIV, jusqu'au 20 avril 2012.
- Michel Haas à Gravelines, du 2 février au 28 avril 2013[8].
- Barthélémy Toguo, Print Shock, du 18 mai au 29 septembre 2013[9].
- Cher Modèle, du 17 octobre 2015 au 6 mars 2016[10].
- Damien Deroubaix, Best Of Part 2, du 25 juin au 16 octobre 2016[11].

## Événements et animations
Dans cette enceinte se tiennent également des ateliers pour enfants et adultes, des vernissages, des animations et des stages durant l'année. Les participants peuvent ainsi découvrir les techniques de la gravure.
Le 19 mai 2012 eu lieu la 8e Nuit des musées avec une soirée théâtrale au cœur des collections.